# Cardiocladius oliffi
Cardiocladius oliffi är en tvåvingeart som beskrevs av Freeman 1956. Cardiocladius oliffi ingår i släktet Cardiocladius och familjen fjädermyggor. Inga underarter finns listade i Catalogue of Life.